# Leucauge tellervo
Leucauge tellervo este o specie de păianjeni din genul Leucauge, familia Tetragnathidae, descrisă de Strand, 1913. Conform Catalogue of Life specia Leucauge tellervo nu are subspecii cunoscute.